# Макар’їно (Торжоцький район)
Макар’їно (рос. Макарьино) — присілок в Торжоцькому районі Тверської області Російської Федерації.
Населення становить 73 особи. Входить до складу муніципального утворення Масловське сільське поселення.

## Історія
Від 2005 року входить до складу муніципального утворення Масловське сільське поселення.

## Населення
| 1996 | 2002 | 2008 | 2010 |
| ---- | ---- | ---- | ---- |
| 83   | ↘73  | ↘72  | ↗73  |